# Orisón
Cet article possède un paronyme, voir horizon.
Orisón (IIIe siècle av. J.-C.) est un chef ou roi du peuple celtibère des Oretani.

## Biographie
Dans les premières chroniques historiques, Orisón vient en aide à la cité d'Héliké (Elche de la Sierra), assiégée par les Carthaginois d'Hamilcar Barca en 228 av. J.-C. Les sources ne permettent pas de savoir s'il a vécu les désastres des précédents dirigeants hispaniques (comme les frères Istolacio et Indortes) contre les troupes carthaginoises, mais il combat les Puniques avec davantage de ruse. Après avoir rassemblé une forte armée parmi les peuples de la région, il arrive auprès d'Hamilcar Barca en prétendant rechercher une alliance avec celui-ci pour l'aider à soumettre les assiégés. Mais dès que les Carthaginois baissent leur garde, il les attaque avec toutes ses forces, réussissant à faire lever le siège et à les mettre en fuite. C'est la première défaite de Carthage en Ibérie.
L'armée carthaginoise utilise de redoutables éléphants de guerre au combat, mais Orisón utilise un stratagème en cachant son armée derrière un troupeau de taureaux de combat et en mettant des torches sur leurs cornes. Lorsque les éléphants sont sortis, les Oretanis allument les torches et poussent les taureaux contre eux, ce qui effraie les bêtes puniques et provoque le chaos dans leurs lignes, ainsi que l'incendie de leur camp. Les historiens ne sont pas d'accord sur ces faits : Diodore de Sicile les cite tel quel, Polybe et Appien ne les détaillent pas et soulignent seulement qu'Orisón gagne par ruse, tandis que Frontin et Jean Zonaras pensent que des chars chargés sont utilisés en mettant des torches sur les cornes.
La mort d'Hamilcar Barca se situerait lors de cette bataille, ce qui n'est pas non plus sans de profonds désaccords. Diodore de Sicile et Appien pensent que le général carthaginois est mort noyé dans une rivière après être tombé de cheval alors qu'il est poursuivi par des Oretanis. Frontin affirme qu'Hamilcar survit au courant, mais seulement pour être tué quelques instants plus tard par des guerriers d'Héliké. Jean Zonaras estime qu'il meurt dans son camp en essayant d'échapper au chaos des éléphants. Polybe émet l'hypothèse qu'Hamilcar tombe contre une tribu ibérique, mais ne précise pas s'il fait référence à cet épisode ou si le général punique réussit à échapper vivant à la bataille pour mourir plus tard.
En 227 av. J.-C., Orisón est vaincu par le gendre d'Hamilcar, Hasdrubal le Beau, qui revient avec 50 000 hommes, 6 000 cavaliers et 200 éléphants en renfort. Orisón est probablement exécuté et les responsables de la mort d'Hamilcar sont punis, les douze villes qu'il commande sont remises aux Puniques.

## Annexe